# Emiliano Rodríguez Rosales
Emiliano Rodríguez Rosales (Montevideo, 16 de julio de 2003) es un futbolista uruguayo. Juega como delantero en el Club Atlético Aldosivi de la Primera División de Argentina. Es hermano mellizo del futbolista Luciano Rodríguez.

## Selección nacional
Emiliano ha sido internacional con la selección de Uruguay en las categorías juveniles sub-20 y sub-23.
El 3 de enero de 2023 se dio a conocer la lista definitiva del plantel que disputaría el Campeonato Sudamericano Sub-20 y Rodríguez fue confirmado por el entrenador Marcelo Broli.
Debutó en el Sudamericano Sub-20 el 26 de enero, en la tercera fecha de la primera fase, fue titular contra Bolivia, combinado al que derrotaron 4-1.
Tras 7 partidos ganados, 1 empatado y 1 perdido, Uruguay logró el subcampeonato y se clasificaron a la Copa Mundial Sub-20 y a los Juegos Panamericanos. Emiliano estuvo presente en 5 encuentros y brindó una asistencia, incluso compartió minutos en el campo con su hermano mellizo Luciano Rodríguez.
El 18 de septiembre fue convocado para ser parte de la preparación de los Juegos Panamericanos, para entrenar con un combinado sub-23 a pesar de ser sub-20. Fue confirmado en la lista oficial el 28 de septiembre.
Debutó en los Juegos Panamericanos el 23 de octubre, fue titular contra República Dominicana y ganaron 1-0 con un gol suyo. Uruguay no logró pasar a las instancias definitorias y en el partido por el quinto puesto vencieron a Colombia a través de penales.

## Estadísticas

### Clubes
Actualizado al último partido citado el 31 de mayo de 2025.
| Club                         | Div.          | Temporada     | Liga  | Liga  | Liga   | Estatal | Estatal | Estatal | Copas nacionales | Copas nacionales | Copas nacionales | Copas internacionales | Copas internacionales | Copas internacionales | Total | Total | Total  |
| Club                         | Div.          | Temporada     | Part. | Goles | Asist. | Part.   | Goles   | Asist.  | Part.            | Goles            | Asist.           | Part.                 | Goles                 | Asist.                | Part. | Goles | Asist. |
| ---------------------------- | ------------- | ------------- | ----- | ----- | ------ | ------- | ------- | ------- | ---------------- | ---------------- | ---------------- | --------------------- | --------------------- | --------------------- | ----- | ----- | ------ |
| C. A. Boston River · Uruguay | 1.ª           | 2022          | 25    | 2     | 1      | —       | —       | —       | 1                | 0                | 0                | —                     | —                     | —                     | 26    | 2     | 1      |
| C. A. Boston River · Uruguay | 1.ª           | 2023          | 14    | 0     | 1      | —       | —       | —       | -                | -                | -                | 1                     | 0                     | 0                     | 15    | 0     | 1      |
| C. A. Boston River · Uruguay | Total club    | Total club    | 39    | 2     | 2      | 0       | 0       | 0       | 1                | 0                | 0                | 1                     | 0                     | 0                     | 41    | 2     | 2      |
| A. C. Goianiense · Brasil    | 1.ª           | 2024          | 21    | 0     | 0      | 10      | 4       | 1       | 5                | 4                | 0                | —                     | —                     | —                     | 36    | 8     | 1      |
| A. C. Goianiense · Brasil    | Total club    | Total club    | 21    | 0     | 0      | 10      | 4       | 1       | 5                | 4                | 0                | 0                     | 0                     | 0                     | 36    | 8     | 1      |
| A. Deportivo Cali · Colombia | 1.ª           | 2025          | 14    | 3     | 2      | —       | —       | —       | 1                | 0                | 0                | 0                     | 0                     | 0                     | 15    | 3     | 2      |
| A. Deportivo Cali · Colombia | Total club    | Total club    | 14    | 3     | 2      | 0       | 0       | 0       | 1                | 0                | 0                | 0                     | 0                     | 0                     | 15    | 3     | 2      |
| C. A. Aldosivi Argentina     | 1.ª           | 2025          | 0     | 0     | 0      | —       | —       | —       | -                | -                | -                | —                     | —                     | —                     | 0     | 0     | 0      |
| C. A. Aldosivi Argentina     | Total club    | Total club    | 0     | 0     | 0      | 0       | 0       | 0       | 0                | 0                | 0                | 0                     | 0                     | 0                     | 0     | 0     | 0      |
| Total carrera                | Total carrera | Total carrera | 74    | 5     | 4      | 10      | 4       | 1       | 7                | 4                | 0                | 1                     | 0                     | 0                     | 92    | 13    | 5      |
| 1. 2.                        |               |               |       |       |        |         |         |         |                  |                  |                  |                       |                       |                       |       |       |        |

### Selección
Actualizado al último partido citado el 29 de octubre de 2023.
| Selección         | Temporada         | Continental | Continental | Continental | Mundial | Mundial | Mundial | Amistosos | Amistosos | Amistosos | Total | Total | Total  |
| Selección         | Temporada         | Part.       | Goles       | Asist.      | Part.   | Goles   | Asist.  | Part.     | Goles     | Asist.    | Part. | Goles | Asist. |
| ----------------- | ----------------- | ----------- | ----------- | ----------- | ------- | ------- | ------- | --------- | --------- | --------- | ----- | ----- | ------ |
| Sub-20 · Uruguay  | 2022              | -           | -           | -           | —       | —       | —       | 9         | 2         | 0         | 9     | 2     | 0      |
| Sub-20 · Uruguay  | 2023              | 5           | 0           | 1           | 0       | 0       | 0       | 0         | 0         | 0         | 5     | 0     | 1      |
| Sub-20 · Uruguay  | Total sel.        | 5           | 0           | 1           | 0       | 0       | 0       | 9         | 2         | 0         | 14    | 2     | 1      |
| Sub-23 · Uruguay  | 2023              | 3           | 1           | 0           | -       | -       | -       | 0         | 0         | 0         | 3     | 1     | 0      |
| Sub-23 · Uruguay  | Total sel.        | 3           | 1           | 0           | 0       | 0       | 0       | 0         | 0         | 0         | 3     | 1     | 0      |
| Total selecciones | Total selecciones | 8           | 1           | 1           | 0       | 0       | 0       | 9         | 2         | 0         | 17    | 3     | 1      |
| 1.                |                   |             |             |             |         |         |         |           |           |           |       |       |        |